# Jacques d'Estouteville
Jacques d’Estouteville (1448 - 1489) est seigneur d'Estouteville et de Valmont au XVe siècle.

## Famille
Jacques d'Estouteville est le fils de Michel d'Estouteville († 1469), seigneur d'Estouteville et de Valmont, et de Marie de La Roche-Guyon († 1498). Il est le petit-fils de Louis d'Estouteville et le petit-neveu de Guillaume d'Estouteville, archevêque de Rouen et cardinal.
Avec son frère Guy, il lance une procédure judiciaire contre sa mère Marie de La Roche-Guyon après le remariage de celle-ci avec Bertin de Silly, pour des questions de partage des terres.

## Biographie
Seigneur d'Estouteville et de Valmont, il est conseiller et chambellan du roi. Il est également capitaine de Falaise.
Il meurt le 12 mars 1489 et est inhumé dans l'abbatiale de Valmont. Vers 1490/1495, deux gisants sont réalisés et installés dans le déambulatoire. En albâtre sculpté et poli, il est placé sur le même socle que sa femme. Jacques d'Estouteville est représenté en cotte de mailles. Ses pieds reposent sur un lion. À ses côtés, son épouse est vêtue d'une robe à plis, un voile entoure son visage. Ses pieds reposent sur un bélier. Sur le socle sont sculptés des personnages dans des niches : saint Louis, sainte Catherine, saint Adrien, saint Jean-Baptiste, sainte Anne et la Vierge à l'Enfant. Leurs gisants sont classés M.H. au titre objet le 20 septembre 1982.

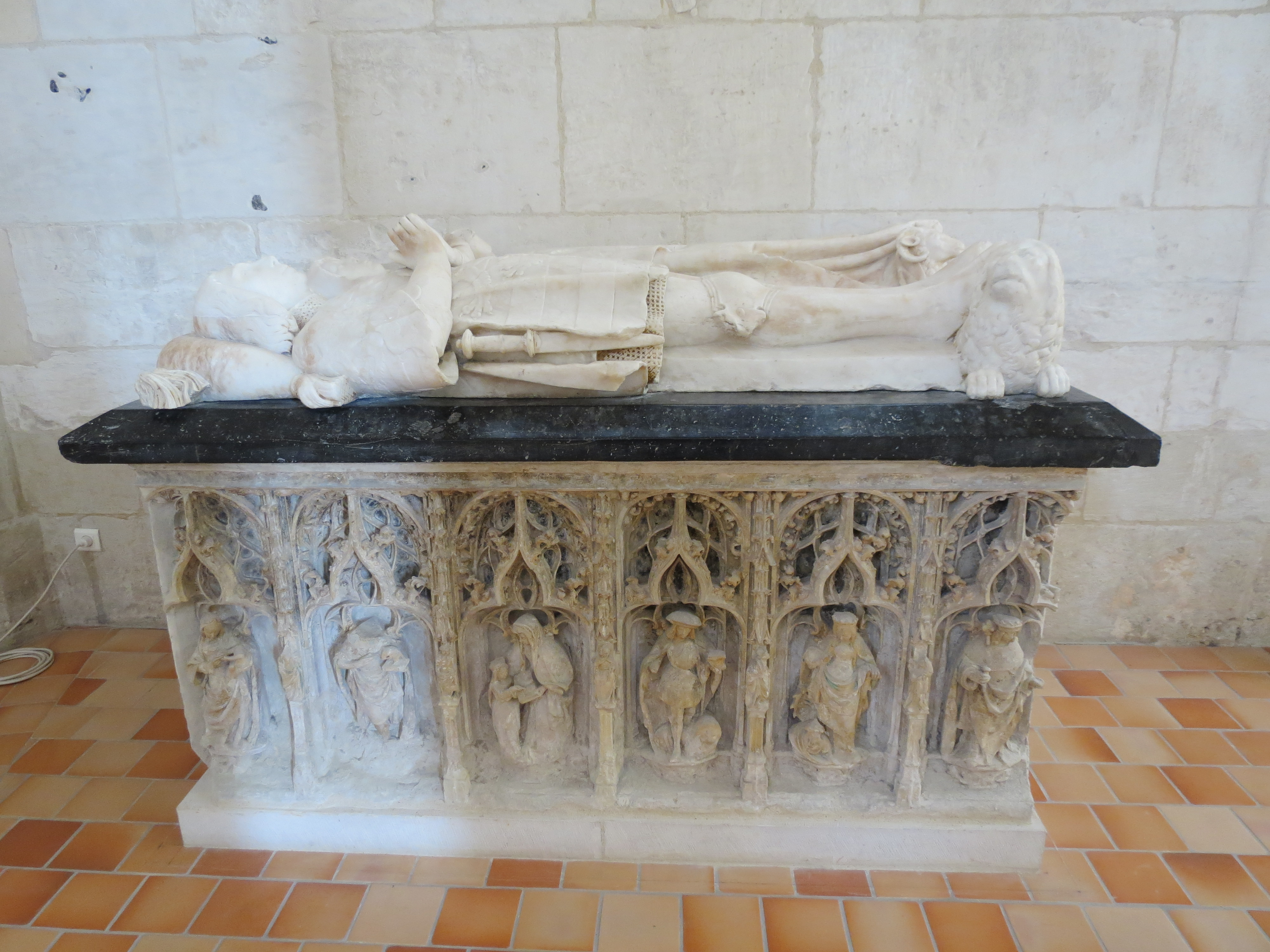
Le tombeau, avec les gisants reposant sur un socle.
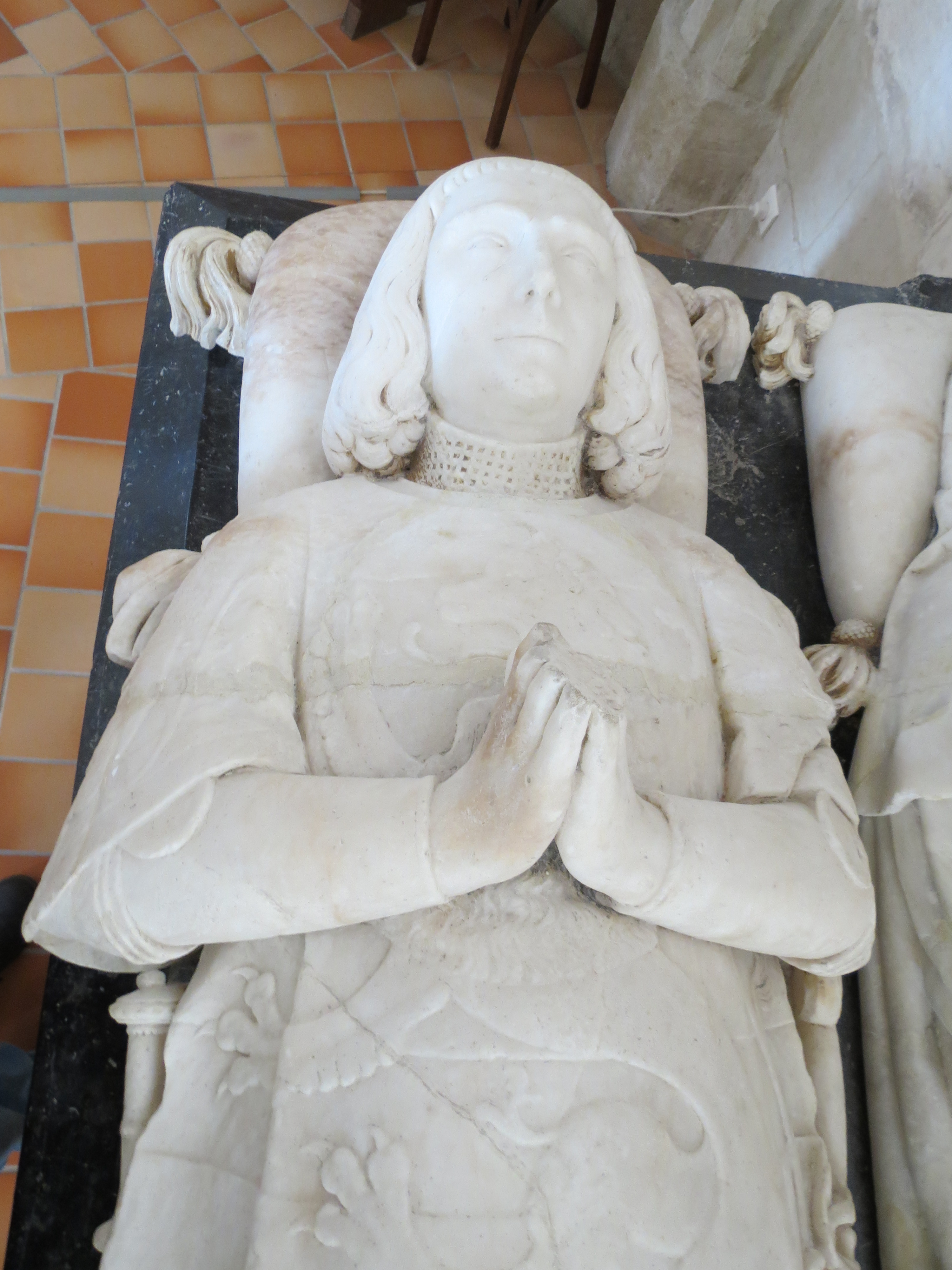
Détail du gisant de Jacques d'Estouteville.
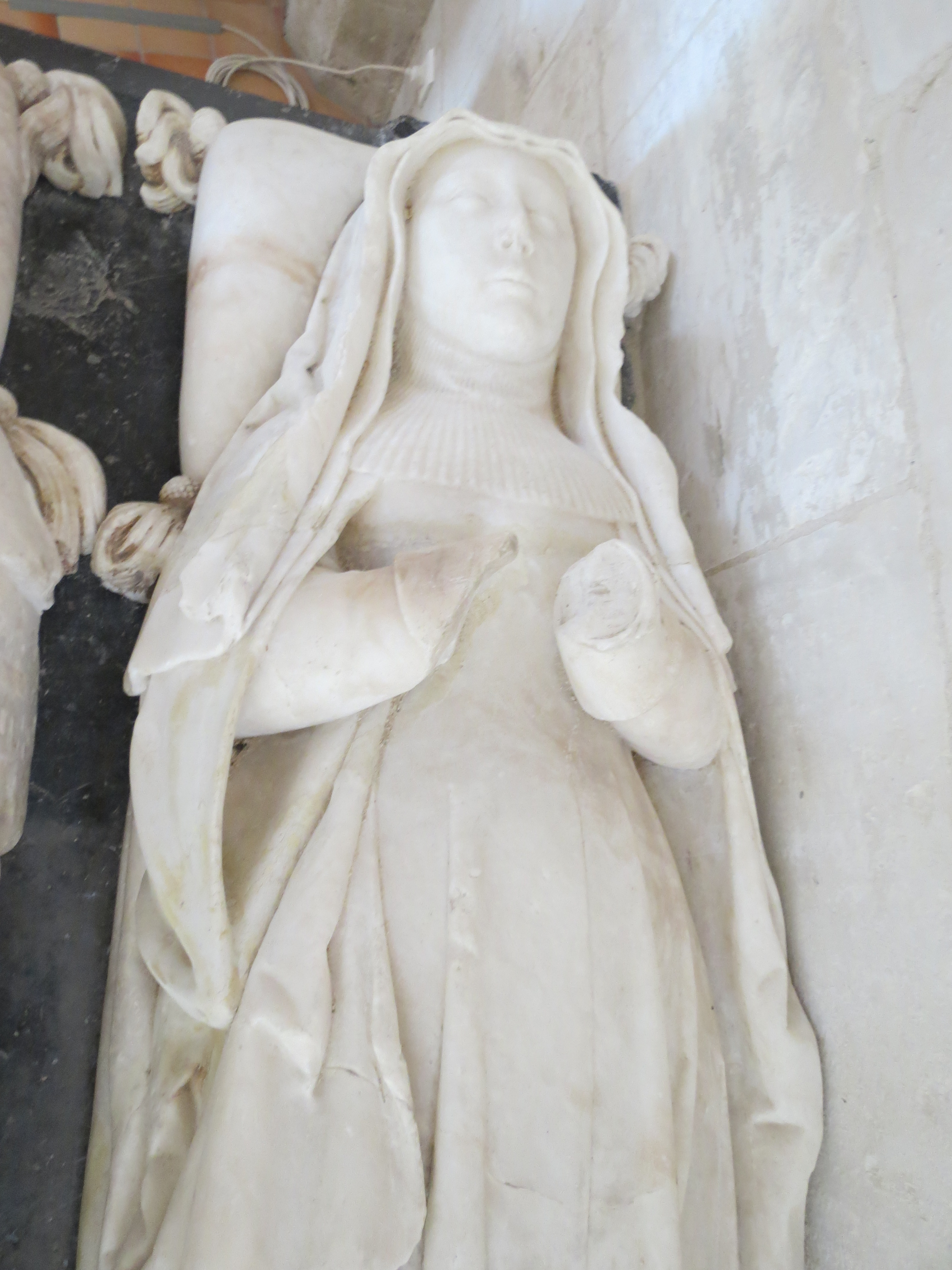
Détail du gisant de Louise d'Albret.
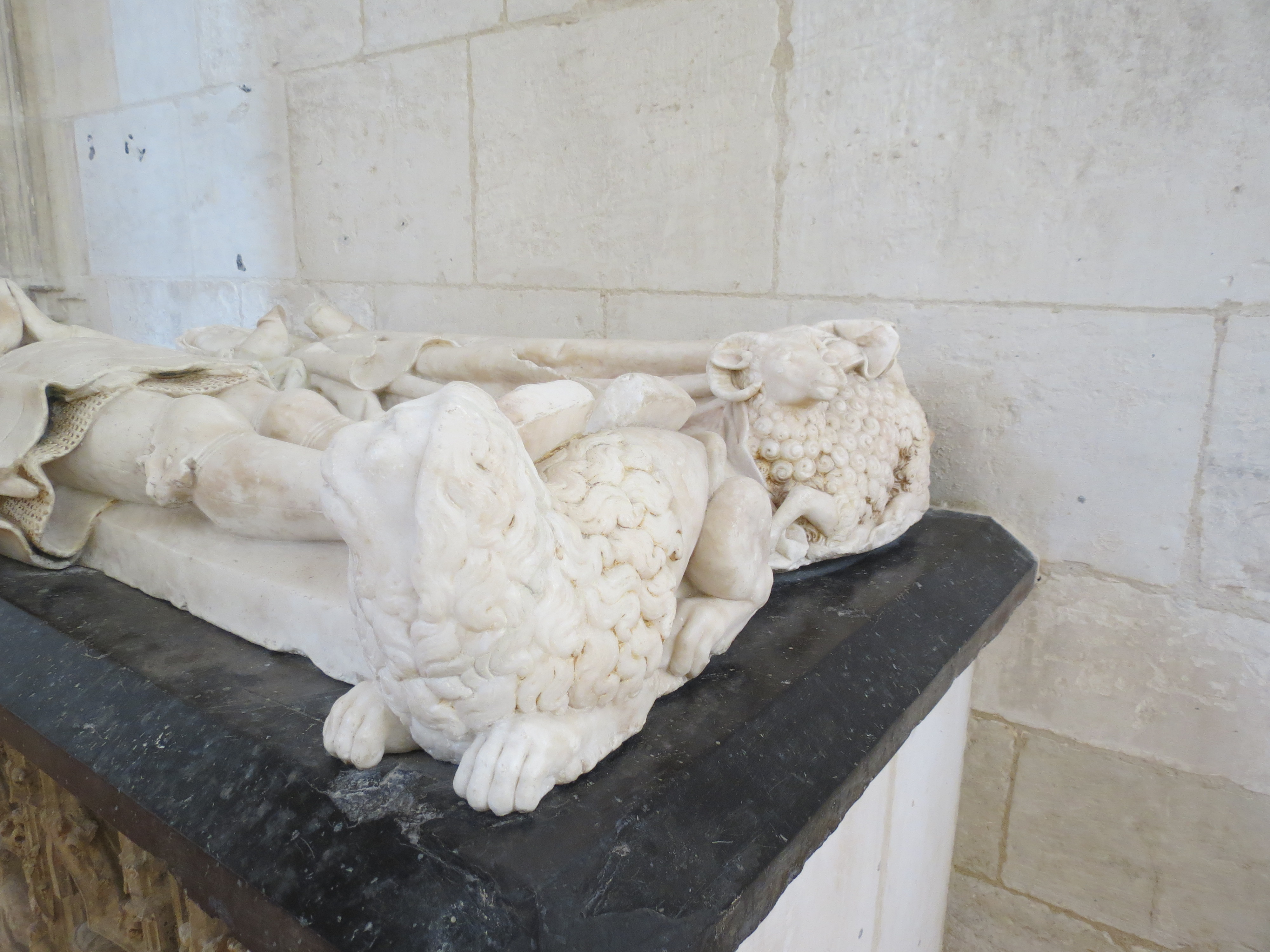
Détail sur le lion et le bélier aux pieds des gisants.

## Descendance
Il épouse en 1480 Louise d'Albret († 1489), fille de Jean Ier d'Albret, et auront 4 enfants connus :
- Jean III (1482-1517), seigneur d'Estouteville et de Valmont, vicomte de Roncheville, marié en 1509 avec Jacqueline d'Estouteville, sa cousine germaine ;
- Françoise (1482-vers 1513), mariée en 1500 avec Jean V de Lévis († 1533), baron de Mirepoix, lieutenant royal en Languedoc ;
- Louis, abbé de Valmont, Hambye et Savigny ;
- Antoine (1486-après 1556), comte de Créances et châtelain de Chanteloup de 1517 à 1556[3], marié avec Isabeau de Carbonnel.

Sa femme Louise d'Albret eut une liaison avec Jean II duc de Bourbon, d'où Charles, bâtard de Bourbon, (v. 1450 † 1502), sénéchal de Toulouse, vicomte de Lavedan du chef de son épouse Louise du Lion, souche des Bourbon-Lavedan-Malause.